# Plovárna Château-Landon
Plovárna Château-Landon (francouzsky Piscine Château-Landon) je městská plovárna v Paříži, která byla postavena v letech 1882–1884. Nachází se v 10. obvodu na adrese 31, Rue du Château-Landon.

## Architektura
Stavbu plovárny Château-Landon začala stavět v roce 1882 společnost Société française de gymnastique nautique a pro veřejnost byla otevřena v roce 1884. Jednalo se o první krytý a vyhřívaný veřejný bazén ve Francii a v Paříži. Navrhl jej architekt Lucien-Dieudonné Bessières, kterému pomáhali inženýr Edmond Philippe a Paul Christmann. Voda v bazénu byla vyhřívána z továren v La Villette.
Původní bazén byl 42 metrů dlouhý, ale rozšíření železniční tratě na nádraží Gare de l'Est, které bylo zahájeno v roce 1925, znamenalo zmenšení bazénu na 33 metrů (nyní rozdělený na dva bazény). V letech 1925–1927 proto byla plovárna přestavěna ve stylu streamline. Hlavní bazén má rozměry 25×10 metrů, druhý, výukový bazén je o rozměrech 10×6 m).